# پذیرفته (فیلم)
پذیرفته (انگلیسی: Accepted) فیلمی در ژانر کمدی است که در سال ۲۰۰۶ منتشر شد.

## بازیگران
- جاستین لانگ
- جونا هیل
- بلیک لایولی
- لویس بلک
- کلمبوس شورت
- ماریا ثیر